# 海南新毛猬
海南新毛猬（学名：Neohylomys hainanensis）为猬科的新毛猬属下的唯一动物，是中国的特有物种。分布于海南等地，主要栖息于热带雨林以及次生林。该物种的模式产地在海南白沙和琼中。
其种加词“hainanensis”意为“海南的”。

## 保护
- 中国濒危动物红皮书等级：稀有
- 本种于2023年被收录入《有重要生态、科学、社会价值的陆生野生动物名录》[3]。